# Vancouver (Washington)
 For alternative betydninger, se Vancouver (flertydig). (Se også artikler, som begynder med Vancouver)
Vancouver er en by i den sydlige del af delstaten Washington i det nordvestlige USA. Vancouver har 190.915(2020) indbyggere, og den er dermed den fjerdestørste by i staten Washington. Den er hovedsæde for Clarke County. Vancouver ligger ved floden Columbia River, der udgør grænsen mellem delstaterne Washington og Oregon, og fungerer som forstad til byen Portland i Oregon.